# Agrostistachys hookeri
Agrostistachys hookeri là một loàithực vật thuộc họ Euphorbiaceae. Đây là loài đặc hữu của Sri Lanka.